# 赵家遗址 (广河县)
赵家遗址，位于中国甘肃省广河县，为一个省级文物保护单位，类型为古遗址。
赵家遗址的历史年代为新石器时代至青铜时代。